# 外国航空機が地上第三者に対して加えた損害に関する条約
外国航空機が地上第三者に対して加えた損害に関する条約 (がいこくこうくうきがちじょうだいさんしゃにたいしてくわえたそんがいにかんするじょうやく、英: Convention on Damage Caused by Foreign Aircraft to Third Parties on the Surface)、通称ローマ条約（Rome Convention）は1952年10月7日にイタリア共和国ローマで採択され、1958年2月4日に発効された国際条約である。2018年現在51ヶ国が批准している。カナダ、オーストラリア、ナイジェリアは以前批准国であったが、条約内容への不満から脱退している。

## 締約国
| 国                 | 批准年月日     | 備考                     |
| ------------------ | -------------- | ------------------------ |
| アルジェリア       | 1964年7月12日  | ~                        |
| アンゴラ           | 1998年5月25日  | ~                        |
| アルゼンチン       | 1972年12月25日 | ~                        |
| アゼルバイジャン   | 2000年6月21日  | ~                        |
| バーレーン         | 1997年6月1日   | ~                        |
| ベルギー           | 1966年11月9日  | ~                        |
| ベナン             | 2004年6月28日  | ~                        |
| ボリビア           | 1998年10月7日  | ~                        |
| ブラジル           | 1963年3月19日  | ~                        |
| カメルーン         | 1969年10月21日 | ~                        |
| キューバ           | 1965年12月7日  | ~                        |
| デンマーク         |                | 署名したが批准していない |
| ドミニカ共和国     |                | 署名したが批准していない |
| エクアドル         | 1958年8月10日  | ~                        |
| エジプト           | 1958年2月4日   | ~                        |
| エルサルバドル     | 1980年5月13日  | ~                        |
| フランス           |                | 署名したが批准していない |
| ガボン             | 1970年4月14日  | ~                        |
| ガンビア           | 2000年9月18日  | ~                        |
| ガーナ             | 2018年9月2日   | ~                        |
| ギリシャ           |                | 署名したが批准していない |
| グアテマラ         | 1983年8月8日   | ~                        |
| ギニア             | 1990年8月26日  | ~                        |
| ハイチ             | 1961年6月22日  | ~                        |
| ホンジュラス       | 1961年1月3日   | ~                        |
| インド             |                | 署名したが批准していない |
| イラク             | 1972年10月17日 | ~                        |
| イスラエル         |                | 署名したが批准していない |
| イタリア           | 1964年1月8日   | ~                        |
| クウェート         | 1980年2月25日  | ~                        |
| レバノン           | 2007年5月28日  | ~                        |
| リベリア           |                | 署名したが批准していない |
| リビア             |                | 署名したが批准していない |
| ルクセンブルク     | 1958年2月4日   | ~                        |
| マダガスカル       | 2007年3月28日  | ~                        |
| モルディブ         | 1995年12月4日  | ~                        |
| マリ共和国         | 1962年3月28日  | ~                        |
| モーリタニア       | 1962年10月21日 | ~                        |
| メキシコ           |                | 署名したが批准していない |
| モロッコ           | 1964年6月29日  | ~                        |
| オランダ           |                | 署名したが批准していない |
| ニジェール         | 1963年3月27日  | ~                        |
| ノルウェー         |                | 署名したが批准していない |
| オマーン           | 2003年11月4日  | ~                        |
| パキスタン         | 1958年2月4日   | ~                        |
| パプアニューギニア | 1975年9月16日  | ~                        |
| パラグアイ         | 1969年8月24日  | ~                        |
| フィリピン         |                | 署名したが批准していない |
| ポルトガル         |                | 署名したが批准していない |
| モルドバ           | 2001年1月29日  | ~                        |
| ロシア             | 1982年7月20日  | ~                        |
| ルワンダ           | 1971年8月15日  | ~                        |
| セーシェル         | 1980年12月14日 | ~                        |
| スペイン           | 1958年2月4日   | ~                        |
| スリランカ         | 1959年6月29日  | ~                        |
| スリナム           | 2003年6月25日  | ~                        |
| スウェーデン       |                | 署名したが批准していない |
| スイス             |                | 署名したが批准していない |
| タイ王国           |                | 署名したが批准していない |
| トーゴ             | 1980年9月30日  | ~                        |
| チュニジア         | 1963年12月15日 | ~                        |
| ウガンダ           | 2018年2月26日  | ~                        |
| アラブ首長国連邦   | 1990年5月13日  | ~                        |
| イギリス           |                | 署名したが批准していない |
| ウルグアイ         | 1979年2月6日   | ~                        |
| バヌアツ           | 1982年4月15日  | ~                        |
| イエメン           | 1986年12月25日 | ~                        |